# Orchids
Pour plus de détails, voir Fiche technique et Distribution.
Orchids est un court métrage dramatique américain réalisé et écrit par Bryce Dallas Howard, sorti en 2006.

## Fiche technique
- Titre : Orchids
- Réalisation : Bryce Dallas Howard
- Scénario : Bryce Dallas Howard et Dane Charbeneau
- Production : Kevin Chinoy, Robert Fernandez, Andrew Kilbourn, Dan Levinson, Karol Marrs, Leslie Russo, Lizzie Schwartz, Francesca Silvestri et Bill Wackermann
- Musique : Scott Hardkiss
- Photographie : Jeanne Lipsey
- Montage : Tessa Davis
- Costumes : Daphne Javitch
- Pays d'origine : États-Unis
- Langue : anglais
- Format : Couleurs - 1,85:1 - Dolby Digital - 35 mm
- Genre : Drame
- Date de sortie : 2006

## Distribution
- Alfred Molina : Cliff
- Katherine Waterston : Beatrice
- Kendra Smith : Vivien